# Assia Wevill
Assia Esther Wevill, nata Gutmann (Berlino, 15 maggio 1927 – Londra, 23 marzo 1969) nacque a Berlino, da una famiglia di origine tedesca, russa ed ebrea.
È famosa soprattutto per la sua relazione amorosa col poeta inglese Ted Hughes.

## I primi anni di vita
Assia era la figlia di un medico ebreo di origine russa, mentre la madre era una tedesca protestante; durante la seconda guerra mondiale, per sfuggire all'ondata persecutoria del nazismo, la famiglia emigrò a Tel Aviv. In una poesia intitolata Auschwitz, mai pubblicata, Ted Hughes, rivolgendosi alla donna chiamandola "amore mio", si chiede in che modo sia possibile celebrare una vita sfuggita alla Shoah. A sedici anni Assia fugge a Londra con un sergente della RAF, che diventerà il suo primo marito. Il secondo marito fu un intellettuale, professore alla London School of Economics, mentre il terzo il poeta canadese David Wevill, di otto anni più giovane, conosciuto quando lui era ancora studente a Cambridge. Dal matrimonio, contratto nel 1960, non nacquero figli. David aprì ad Assia le porte dei circoli letterari di Londra, dove ella poté fare la conoscenza, tra gli altri, del poeta Nathaniel Tarn, che sarebbe diventato suo intimo confidente durante la frequentazione con Hughes. Se dunque da una parte il legame con Wevill offriva ad Assia una vita mondana e piacevole, affine alla sua indole estroversa e "salottiera", dall'altra l'indecisione e la vaghezza caratteriali del marito la irritavano, e fu su questa base che, truccata della sua "pittura di guerra", tentò di sedurre Ted Hughes.

## Ted Hughes
Nel 1961 Ted Hughes e Sylvia Plath diedero in affitto il loro appartamento di Londra (a Chalcot Road, Primrose Hill) ad Assia e David e si stabilirono a North Tawton, nel Devon, in una casa chiamata Court Green. Fu durante una visita agli Hughes, nel maggio 1962, che tra Assia e Ted scoccò la scintilla. Tramite un abbozzo di poesia, che rievoca quella visita, sappiamo che a fine serata Hughes era già succube del fascino di Wevill. Ted si lanciò a capofitto nella nuova storia adulterina, e dal luglio di quell'anno, lasciata a Court Green una Plath a conoscenza di tutto e per questo distrutta, si trasferì a Londra, dove cominciò a frequentare Assia regolarmente, inaugurando una relazione di dominio pubblico, con Devid Wevill al corrente di loro ma per nulla intenzionato al divorzio. 
Al momento del suicidio di Sylvia, nel febbraio 1963, Assia era incinta di Ted, ma abortì poco dopo.
I primi mesi successivi alla disgrazia, che la videro a fianco del vedovo, le diedero la possibilità di leggere  de visu gli scritti lasciati dalla Plath, che se la ipnotizzarono, la ferirono anche in buona misura; la base di quell'ossessione nei confronti della poetessa morta, che in Assia si sarebbe manifestata in comportamenti emulatori e di invidia, fino all'ultima tragedia, ha origine in questo periodo. 
Passata la tempesta, per i due anni successivi la Wevill riprese la vita che aveva condotto prima di incontrare Hughes, a fianco del marito e occupata dal suo lavoro pubblicitario, che la entusiasmava. 
Il 13 marzo 1965, Assia diede alla luce Alexandra Tatiana Elise, detta "Shura": anche se ricevette il cognome da David Wevill, il vero padre era Hughes, e verso la fine dell'anno Assia lasciò definitivamente il marito per Ted, con il quale non si sposò però mai.
Durante la seconda metà degli anni Sessanta, Ted Hughes coinvolse Assia in un progetto con il quale aspirava a far conoscere al pubblico anglosassone i poeti dell'Est Europa: la Wevill si occupò di tradurre delle poesie dell'israeliano Yehuda Amichai, che vennero lette da Hughes alla BBC. Tuttavia, l'Assia che rivaleggiava con la Plath sentiva che non avrebbe mai potuto prendere il suo posto nella considerazione artistica di Ted e cominciò a soffrirne. Inoltre, incapace di sopportare la disapprovazione di cui era oggetto a Court Green da parte dei genitori di Hughes, Assia traslocò a Clapham, Londra, con la figlia, nell'autunno 1967.

## Morte
Secondo un'amica, fin dai primi mesi del 1969, Assia dimostrò i sintomi di "grave depressione" per i quali aveva cominciato a prendere psicofarmaci. Altri ricordano che la prospettiva di invecchiare e perdere la bellezza la spingessero a ragionamenti risoluti nei quali era contemplato anche il suicidio. Il 23 marzo 1969 Assia Wevill, sola e depressa, decise di porre fine alla propria vita, trascinando con sé la figlioletta di quattro anni. Dopo una telefonata a Ted, durante la quale, ricorda lui, non si dissero nulla in più del solito, Assia somministrò del sonnifero alla figlia, ingerendone successivamente anche lei, aiutandosi con del whisky; girato il rubinetto del gas si distese poi, su un materasso trasportato presso la stufa, abbracciando Shura. A sei anni dalla morte della Plath, la tragedia per Hughes si ripeteva.

## Lascito
Il libro Crow di Ted Hughes, progetto intrapreso durante il periodo più felice della sua relazione con la Wevill, fu dedicato alla memoria di Assia e Shura. La sua poesia Folktale tratta della sua relazione con Assia:
She wanted the silent heraldry
Of the purple beach by the noble wall.
He wanted Cabala the ghetto demon
With its polythene bag full of ashes.
"Lei voleva l'araldica silenziosa
della spiaggia viola sul nobile muro.
Lui voleva Cabala, il demone del ghetto
con la sua borsa di politene piena di cenere."
Nel film Sylvia, il personaggio di Assia è interpretato da Amira Casar.